# Кастор (цар Галатії)
Кастор (*Κάστωρ, д/н —36 до н. е.) — цар Галатії й Пафлагонії у 40—36 роках до н. е.

## Життєпис
Походив з роду галатських тетрархів. Син царя Дейотара II і Стратоніки. Про Кастора відомо замало. У 45 році до н. е. виступив в римському суді із звинуваченням свого діда Дейотара I, якого звинуватив у зраді Гая Цезаря. Останній втім залишив Дейотару I більшу частину Галатії, окрім землі галатів-трокм. також позбавив такого царства Мала Вірменія. Кастор не здобув жодних успіхів в отрмианні якихось володінь.
У 40 році до н. е. після смерті діда зумів стати царем Галатії. Тоді ж отримав від Марка Антонія царство Пафлагонія. Протягом усього періоду залишався вірним Марку Антонію. Помер за невідомих обставин у 36 році до н. е. Йому спадкував стриєчний брат Амінта I.

## Родина
Дружина — Адобогіона, донька Мітрідата VI, царя Понту
Діти:
- Дейотар (д/н—6), цар Пафлагонії з 31 до н. е. до 6 року н. е.